# Монастырь Петерсберг
Монастырь Петерсберг (нем. Kloster Petersberg, ранее монастырь Лаутерберг) — расположенный на горе Петерсберг монастырь евангелического ордена нем. Communität Christusbruderschaft Selbitz в немецкой общине Петерсберг (Зале) в федеральной земле Саксония-Анхальт.
Основанный примерно 900 лет назад как домашний монастырь Веттинов и призванный утвердить торжество Церкви на заселённых преимущественно славянскими языческими племенами территориях, он был упразднён в ходе Реформации в начале XVI века. Сильно обветшавшая бывшая монастырская церковь была реконструирована в середине XIX века. С 1999 года здесь на постоянной основе проживают члены духовного сообщества Христова братства Зельбица. Монастырь находится под управлением Церковного фонда Петерсберга.

## История
Не исключено, что в ранний период на вершине горы, вплоть до XIV века известной как Лаутерберг, располагалось укреплённое поселение, в VIII—IX столетиях включавшее некое славянское святилище. Документированная история начинается, однако, лишь с примерно 1100 года, когда здесь была возведена небольшая круглая капелла, руины которой всё ещё видны на монастырском кладбище. Согласно Лаутербергскому хронисту, в 1124 году Дедо IV фон Веттин основал здесь на mons serenus (=Лаутерберг) посвящённый Симону Петру августинский коллегиальный капитул, передав ему часть доходов со своего аллода.
Целью основания монастыря поблизости от родового замка была, вероятно, не только забота об умерших членах рода и символическое утверждение власти династии на высочайшей в округе возвышенности, но и искупление вины Дедо перед отвергнутой им женой Бертой — дочерью Випрехта Гройчского (этой же цели служило, очевидно, его паломничество в Святую землю и отправка части Животворящего креста в новую обитель). Однако поскольку Дедо скончался на обратном пути из Иерусалима, фактически основание Петерсберга выпало на долю его младшего брата Конрада. Конрад, именовавший себя «маркграфом Саксонии» (лат. Marchio Saxioniae), и его супруга Лютгарда передали Петерсбергу обширные земельные владения и привилегии, а также право свободного избрания настоятеля (хотя на деле Конрад, как фогт Петерсберга, в 1128, 1137 и в 1151 годах активно влиял на процесс выборов). В 1128 году папа Гонорий окончательно утвердил существование монастыря. Наконец, в 1142 году была заложена трёхнефная коллегиальная церковь св. Петра, законченная уже после смерти Конрада Великого в 1184 году.
Сам Конрад, предвидя скорый конец своей жизни, с согласия императора Фридриха разделив владения между своими пятью сыновьями, в ноябре 1156 года сложил свои властные полномочия, удалившись в основанный им монастырь, где уже были похоронены его жена Берта (ум. 1145) и сестра Матильда (ум. 1155). Скончавшись спустя три месяца, он был погребён в центральном нефе монастырской церкви. Несмотря на то, что Конрад определил Петерсберг в качестве фамильной усыпальницы, с 1145 по 1217 году здесь нашли упокоение лишь десять членов рода, а Конрад остался единственным здесь похороненным маркграфом.
Секуляризированные в ходе Реформации владения Петерсберга образовали амт Петерсберг в составе саксонского курфюршества. 31 августа 1556 года в шпиль монастырской церкви ударила молния, вызвавшая пожар, уничтоживший значительную часть построек бывшего монастыря. И хотя два года спустя при курфюрсте Августе церковь была восстановлена с одновременной установкой кенотафа над могилами его предков, своё прежнее значение Петерсберг потерял окончательно и был в 1697 году продан Бранденбург-Пруссии, войдя в состав Магдебургского герцогства.
Лишь в начале XIX века, на волне увлечения средневековой историей, Петерберг вновь попал в поле зрения: прежде всего, благодаря усилиям Гёте и Шинкеля, призвавшим к сохранению руин монастыря. Наконец, 1853—1857 годах на средства прусского правительства последовала реконструкция церкви св. Петра, при новом освящении которой 8 сентября 1857 года присутствовал король Фридрих Вильгельм IV. При этом кенотаф Веттинов был перенесён к западной стене церкви, а могилы Конрада Великого, его жены и их трёх сыновей получили новые фигурные надгробия; надгробная капелла, была, однако, снесена.
В 1965—1971 годах бывшая монастырская церковь подверглась очередной всеобъемлющей реставрации, в ходе которой был устранён целый ряд неоготических элементов, привнесённых в ходе работ в 1850-х годах; также и надгробные плиты Веттинов были перенесены из центрального нефа к южной и западной стенам церкви.

## Современное использование
С марта 1999 года здесь усилиями евангелического Христова Братства из Зельбица (нем. Communität Christusbruderschaft Selbitz) было возобновлено монастырское общежитие. Кроме того, церковное здание продолжает использоваться в качестве приходской церкви евангелической общины деревни Петерсберг.
С 1990-х годов Петерсберг входит в состав историко-культурного туристского маршрута «Дорога романики» (нем. Straße der Romanik), объединяющего важнейшие памятники романской архитектуры на территории земли Саксония-Анхальт.